# برداشت دوم با فینیس و فرب
برداشت دوم با فینیس و فرب (به انگلیسی: Take Two with Phineas and Ferb) یک مجموعه مشتق از فینیس و فرب است که از ۳ دسامبر ۲۰۱۰ تا ۲۵ نوامبر ۲۰۱۱ از شبکه دیزنی پخش می‌شد.